# Agyich István
Agyich István (Rajevo Selo, 1730 – ?, 1790) pécsi kanonok.

## Élete
Apja Agyich Illés, a végvidéki lovasezred másodkapitánya volt. Tanult Vukovárott és Újlakon; a felsőbb osztályokat Szegeden, a bölcseletet Budán. Miután Klimó György püspök felvette a Pécs megyei papnövendékek közé, a teológiai tanfolyamot Zágrábban, Pécsett és Nagyszombatban végezte. Ez utóbbi helyen bölcseleti s teológiai doktori oklevelet nyert. Visszatérvén megyéjébe, a püspöki udvarban előbb szentszéki jegyző volt; innen Tovarnikba rendelték plébánosnak, ahol 18 évig maradt. 1776-ban pécsi kanonokká nevezteték ki; e minőségében a papnevelő-intézet igazgatásával és a Szentírás magyarázatával bízták meg. Életében önálló kötettel nem jelentkezett, munkái leginkább alkalmi, latin nyelvű versekből álltak, amelyek más, teológiai tárgyú kötetek részeiként jelentek meg.